# Vilariño de Conso
Vilariño de Conso és un municipi de la província d'Ourense a Galícia. Pertany a la Comarca de Viana.
| 2.256 | 2.252 | 2.172 | 1.222 | 749 |
| Fonts: INE i IGE (Els criteris de registre censal variaren i les dades de l'INE i de l'IGE poden no coincidir.) |       |       |       |     |

## Parròquies
- Castiñeira (San Lourenzo)
- Chaguazoso (San Bernabé)
- Conso (Santiago)
- Mormentelos (Nosa Señora da O)
- Pradoalbar (Santo André)
- Sabuguido (Santa María)
- San Cristovo (San Cristovo)
- San Mamede de Hedrada (San Mamede)
- Veigas de Camba
- Vilariño de Conso (San Martiño)